# Alchemilla wichurae
Alchemilla wichurae é uma espécie de rosácea do gênero Alchemilla, pertencente à família Rosaceae.